# Antiteater
Das Münchner Antiteater ging im Mai 1968 aus dem von Ursula Strätz, Horst Söhnlein, Hans Hirschmüller und Peer Raben 1966 gegründeten Aktion-Theater hervor und wurde auf Initiative von Rainer Werner Fassbinder und Peer Raben gegründet. Es war gedacht als Gegenmodell zum Staatstheater und bestand aus Rainer Werner Fassbinder, Peer Raben, Doris Mattes, Hanna Schygulla, Irm Hermann, Kurt Raab, Hans Hirschmüller, Ingrid Caven, Rudolf Waldemar Brem, Harry Baer und Jörg Schmitt.
Insgesamt entstanden zwischen August 1967 und September 1969 sechzehn Stücke. Autor war Fassbinder, die Regie führten er und Peer Raben. Es kristallisierte sich in dieser Zeit ein festes Ensemble heraus, das Fassbinders künstlerische Kraft auch für sich nutzte und sich ihm teilweise auch unterordnete. Dadurch konnten auch Rainer Werner Fassbinders erste zehn Filme entstehen, die unter dem – nicht registrierten – Firmennamen antiteater-X-Film realisiert wurden, unter anderem auch Katzelmacher, Fassbinders erster Langfilm und gleichzeitig sein künstlerischer Durchbruch.
1970 brach das Antiteater auseinander, da einige Mitglieder der Gruppe ihre Einnahmen nicht versteuert hatten und das Finanzamt München eine angenommene Gewinnsumme des Antiteaters und der antiteater-X-Film als Grundlage von Steuerberechnungen ausstellte. Hinzu kamen Schulden der antiteater-X-Film, was nach langwierigen Verhandlungen und Nachweiserbringungen gegenüber dem Finanzamt und Verhandlungen mit Gläubigern um die 200.000 Deutsche Mark ausmachte.
1970 erhielt das Ensemble des Antiteaters das Filmband in Gold für die darstellerische Leistung in Liebe ist kälter als der Tod, Katzelmacher und Götter der Pest.

## Theateraufführungen
- 1968: Mockingpott (Buch: Weiss) Regie: Schmitt, Fassbinder (München)
- 1968: Orgie Ubuh (Jarry, Fassbinder, Raben u. a.) Regie: Fassbinder (München)
- 1968: Iphigenie auf Tauris (Goethe, Fassbinder) Regie: Fassbinder (München)
- 1968: Ajax (Sophokles, Fassbinder) Regie: Fassbinder (München)
- 1968: Der Amerikanische Soldat (Fassbinder) Regie: Raben, Fassbinder (München)
- 1969: Die Bettleroper (Gay, Fassbinder) Regie: Fassbinder (München)
- 1969: Preparadise Sorry Now (Fassbinder) Regie: Raben (München)
- 1969: Anarchie in Bayern (Fassbinder) Regie: Raben, Fassbinder (München)
- 1969: Gewidmet Rosa v. Praunheim (Fassbinder) Regie: Fassbinder (München)
- 1969: Werwolf (Baer, Fassbinder) Regie: Fassbinder (Berlin)
- 1969: Blut am Hals der Katze (Fassbinder) Regie: Raben, Fassbinder (Nürnberg)

## Antiteater X-Film-Produktionen
- 1969: Liebe ist kälter als der Tod (Fassbinder) Regie: Fassbinder
- 1969: Katzelmacher (Fassbinder) Regie: Fassbinder
- 1969: Fernes Jamaica (Fassbinder) Regie: Peter Moland
- 1969: Sonja und Kirilow haben sich entschlossen, Schauspieler zu werden und die Welt zu verändern (Strätz, Fassbinder) Regie: Strätz
- 1969: Warum läuft Herr R. Amok? (Fengler, Fassbinder) Regie: Fengler, Fassbinder
- 1970: Rio das Mortes (Fassbinder) Regie: Fassbinder
- 1970: Whity mit Atlantis Film (Fassbinder) Regie: Fassbinder
- 1970: Niklashauser Fart (Fengler, Fassbinder) Regie: Fengler, Fassbinder
- 1970: Der amerikanische Soldat (Fassbinder) Regie: Fassbinder
- 1970: Warnung vor einer heiligen Nutte (Fassbinder) Regie: Fassbinder
- 1970: Pioniere in Ingolstadt mit Janus Film (Fleißer, Fassbinder) Regie: Fassbinder